# «Бостон Ред Сокс» в сезоне 2013
113 сезон в истории команды Бостон Ред Сокс стартовал 1 апреля выездной игрой против принципиальных соперников — «Нью-Йорк Янкис». Последняя игра сезона состоится 29 сентября на выезде против «Балтимор Ориолс». В третьем сезоне подряд «Ред Сокс» начинают и заканчивают регулярный чемпионат на выезде. Чемпионат команда начала под руководством нового менеджера — Джона Фаррелла, назначенного после сезона 2012 года, который стал для команды худшим за 47 лет.

## Регулярный чемпионат

### Апрель
Команда стартовала в чемпионате 1 апреля 2013 года, выездной игрой против «Янкис». Стартовым питчером в матче открытия был Джон Лестер, отыгравший пять иннингов и приведший команду к победе со счётом 8:2. «Ред Сокс» впервые с 2010 года одержали победу в матче открытия сезона. 3 апреля команда одержала вторую победу над «Янкис», а новичок команды Джоэл Хэнрахан сделал первый сейв. 

В стартовой игре серии против «Торонто» отметился другой новичок команды — Майк Наполи, на его счету 3 RBI.
| # | Дата     | Соперник          | д/г | Счёт | Зрителей | В-П |
| - | -------- | ----------------- | --- | ---- | -------- | --- |
| 1 | 1 апреля | Нью-Йорк Янкис    | г   | 8:2  | 49514    | 1-0 |
| 2 | 3 апреля | Нью-Йорк Янкис    | г   | 7:4  | 40216    | 2-0 |
| 3 | 4 апреля | Нью-Йорк Янкис    | г   | 2:4  | 40611    | 2-1 |
| 4 | 5 апреля | Торонто Блю Джейс | г   | 6:4  | 45328    | 3-1 |
| 5 | 6 апреля | Торонто Блю Джейс | г   | 0:5  | 45797    | 3-2 |

## Текущий состав
По состоянию на 31 марта 2013 года

## Аффилированные команды
- ААА — Потакет Ред Сокс (Потакет)
- АА — Портленд Си Догс (Портленд)
- А — Салем Ред Сокс (Салем)
- А — Гринвилл Драйв (Гринвилл)